# 安德拉什三世
安德拉什三世（匈牙利語：III. András，1265年—1301年1月14日）是匈牙利国王（1290－1301年在位），阿尔帕德王朝最后一位统治者。其父亲为安德拉什二世（1205－1235年在位）的遺腹子伊什特萬，母亲为威尼斯贵族。伊什特萬是安德拉什的第三位妻子埃斯特家族的比阿特麗斯所生，因為安德拉什二世的兒子貝拉四世及科羅曼·烏戈爾斯基在安德拉什二世死後，控告他的母親犯下淫亂之罪，遺腹子伊什特萬非安德拉什二世之子。比阿特麗斯最後出走神聖羅馬帝國。
1272年，他的父親死後，安德拉什三世自幼與他的威尼斯親戚一同接受教育。1278年，安德拉什接受了匈牙利西部一位強大的貴族要求，到訪他的領地。到達後安德拉什要求成為斯拉沃尼亞的統治者，被國王拉斯洛四世所拒絕。在失敗後，安德拉什只好回去威尼斯。
1290年，一些匈牙利貴族邀請安德拉什回匈牙利當國王，但是安德拉什回國時被一位貴族俘虜，獻給奧地利公爵阿爾布雷希特一世。
匈牙利国王拉斯洛四世被库曼人杀死后，没有子嗣，阿爾帕德王朝嫡系斷絕。安德拉什作为阿爾帕德王室後裔，来到匈牙利继承了王位。加冕後，他立即迎娶波蘭公主（波蘭公爵康拉德一世曾孫女）為妻，鞏固實力。他受到很多王位請求者挑戰，首先是對於匈牙利王位虎視眈眈的羅馬人民的國王魯道夫一世為其子奧地利公爵阿爾布雷希特一世爭取將匈牙利變成國王領土，但是這請求沒有理據的。後來一位來自波蘭、自稱是拉斯洛四世之弟弟斯拉沃尼亞公爵安德魯，幸好他的軍隊很快被安德拉什三世的支持者打敗。1291年，拉斯洛四世的姐姐，那不勒斯王后瑪麗亞亦請求繼承王位，其後繼承權轉到她的兒子卡洛·馬特羅，1295年安茹的卡洛·馬特羅逝世後，再轉到其子查理·羅貝爾。
1291年，安德拉什三世先到王國的東部尋求貴族們支持。然後他帶着支持他的軍隊打敗奧地利公爵阿爾布雷希特一世的軍隊。1291年8月26日，雙方簽訂和議，阿爾布雷希特一世放棄王位請求，但是安德拉什三世亦要答應拆除在雙方邊境上的一些小城堡。這些城堡是克塞格族的。因而激發克塞格貴族聯同其他支持那不勒斯皇后匈牙利的瑪麗亞的地方貴族叛亂。最後，安德拉什三世被克塞格貴族所擒，要付贖金才被重獲自由。
1293年，安德拉什三世邀請他的母親到來與叛亂的貴族包括克塞格貴族談判支持安德拉什三世的統治。1294年至1295年，安德拉什三世與其母親數次征討支持那不勒斯皇后匈牙利的瑪麗亞的地方貴族。
當安德拉什三世的首任妻子逝世後，安德拉什三世迎娶阿爾布雷希特一世的女兒奧地利的阿格尼絲為妻。得到了岳丈的支持，他打敗了敵對的克塞格貴族等人，並佔領了克塞格及布拉迪斯拉發兩城。1298年，安德拉什三世報答岳丈出兵對抗皇帝阿道夫一世。
但是，安德拉什三世從未能夠增強自己在匈牙利的地位。國家大部份地方均掌握在強大的貴族手上。教皇本篤八世派駐埃斯泰爾戈姆大主教支持查理·羅貝爾，縱使在1298年8月所舉行的議會確認安德拉什三世的統治，埃斯泰爾戈姆大主教為那不勒斯王子組織主教團隊。1300年8月，查理·羅貝爾於斯普利特登陸及由他的克羅地亞支持者幫助下攻入薩格勒布。當安德拉什三世準備反擊時，突然逝世，葬於布達的灰衣修士教堂。
1301年，安德拉什三世去世後，亦沒有男性後裔，統治匈牙利300餘年的阿爾帕德王朝絕嗣。查理·羅貝爾得到部分貴族和教皇的支持，以伊什特萬五世的曾孫的名義要求繼承匈牙利王位，並在艾斯特根加冕。匈牙利安茹王朝隨即創建，阿爾帕德王朝也因此終結。
| 安德拉什三世 阿尔帕德王朝出生于： 1265年逝世於：1301年 | 安德拉什三世 阿尔帕德王朝出生于： 1265年逝世於：1301年 | 安德拉什三世 阿尔帕德王朝出生于： 1265年逝世於：1301年 |
| 統治者頭銜                                             | 統治者頭銜                                             | 統治者頭銜                                             |
| ------------------------------------------------------ | ------------------------------------------------------ | ------------------------------------------------------ |
| 前任： 拉斯洛四世                                      | 匈牙利国王 1290年–1301年                               | 繼任： 文采爾                                          |
| 王位覬覦者                                             |                                                        |                                                        |
| 前任者： 拉斯洛四世                                    | — 名义上的 — 克罗地亚国王 1290年–1301年                | 繼任者： 文采爾                                        |